# ダンデライオン (音楽グループ)
ダンデライオンは、日本で過去に存在していた音楽グループ。

## メンバー
- リョウタ（村田 亮太【むらた りょうた】1979年1月29日-）…ボーカル・ギター担当。神奈川県出身、血液型A型。
- シンサク（野口 晋作【のぐち しんさく】1986年2月1日-）…ギター・ボーカル担当。神奈川県出身、血液型A型。
- ヤス（木島 靖夫【きじま やすお】1978年5月26日-）…ギター・コーラス担当。東京都出身、血液型A型。

## 来歴
2005年1月、リョウタとシンサクの2人で「Realize」を結成。同年春、リズメディアが主催した男性ボーカル限定オーディション「MEN'S REVOLUTION」においてグランプリを獲得。同年9月より「ダンデライオン」に改名し、リズメディアに移籍。
同年10月、新たにヤスが加わり3人のバンドとなった。以後、ライブを中心に活動する。
2006年8月12日からは、平塚競技場に於いて湘南ベルマーレのホームゲームが行われる際、キックオフの前にダンデライオンのミニライブが催され、「勝利のうた」が演奏されていた（「勝利のうた」は「湘南ベルマーレサポートソング」と位置づけられている）。
2007年5月30日、DUO MUSIC EXCHANGEにて開催されたライブをもってヤスが脱退した。
2008年7月5日、解散を発表。同年11月19日のライブをもって活動を終了した。

## ディスコグラフィ

### ミニアルバム
- ダンデライオン（2006年9月27日／COCP-50951）
  1. ANOTHER WAY（エルセーヌCFソング）
  2. 勝利のうた（『ロックマンエグゼBEAST』オープニングテーマ&湘南ベルマーレサポートソング）
  3. 65億分の1のキセキ（『がっちりマンデー!!』エンディングテーマ）
  4. 夏花火
  5. MY SONG FOR YOU（『ヨジテレビ!』2006年10月度エンディングテーマ）
  6. 君の足元で
- ダンデライオン2（2007年2月28日／COCP-50974）
  1. 僕の心の歌
  2. 空よ（『ニッポン旅×旅ショー』エンディングテーマ）
  3. 桜想い
  4. さよなら
  5. ワラウココロ
  6. 夢であなたに逢いました

### アルバム
- ダンデライオン3（2007年11月28日／COCP-34490）
  1. すべてを巻き戻して
  2. 空よ
  3. 65億分の1のキセキ
  4. 夏花火
  5. 桜想い
  6. 我武者羅
  7. ANOTHER WAY
  8. レイニーブルー
  9. 夢であなたに逢いました
  10. 芝生の上のペンギン（テレビ朝日系『ビートたけしのTVタックル』エンディングテーマ曲）
  11. 奇跡の扉
  12. 勝利のうた
  13. ANOTHER WAY-Acoustic Version-